# Mario Bo
Mario Bo (Savona, 4 dicembre 1912 – Torino, 4 dicembre 2003) è stato un calciatore italiano, di ruolo centrocampista.

## Carriera

### Club

#### Gli inizi e il Torino
Nativo di Savona, iniziò a giocare a calcio nell'Eden San Paolo di Torino, dove rimase per tre anni prima di essere aggregato alle giovanili del Torino (note poi come Balon Boys in onore di Adolfo Baloncieri). Passato in prima squadra nel 1931, esordì in Serie A nello stesso anno (e poco prima di compiere 19 anni) in Torino - Bari del 22 novembre, siglando una doppietta nel complessivo 6-1 per i torinesi. Chiuso però dai titolari Gino Rossetti, Onesto Silano e Julio Libonatti, raccolse solo sei presenze nella sua prima stagione (segnando un ulteriore gol, anche se inutile, nella partita Milan - Torino del 29 maggio 1932, persa per 6-1). Nelle stagioni successive divenne titolare, con i granata che si mantennero in posizioni di centro classifica. L'annata migliore fu senza dubbio il 1935-1936: Bo mise a segno nove reti in 25 presenze in campionato, il Torino terminò il campionato in terza posizione, vinse la Coppa Italia e arrivò fino agli ottavi di finale della Coppa dell'Europa Centrale, dove fu eliminato dagli ungheresi dell'Újpest.
Le tre stagioni successive videro la conferma della squadra ad alti livelli, ma non arrivò alcun trofeo: nel 1936-1937 i granata confermarono il terzo posto dell'anno precedente, ma furono eliminati agli ottavi della Coppa Italia; nel 1937-1938 arrivarono al nono posto e furono sconfitti in finale di Coppa Italia della Juventus; infine nel 1938-1939 il Torino terminò secondo alle spalle del Bologna. In quest'ultima annata Bo giocò la sua ultima partita con la maglia granata, la gara Torino - Bari del 28 maggio 1939 vinta per 2-1, segnando il gol del momentaneo 1-0 che fu anche l'ultimo suo gol con la casacca del Torino.
A fine stagione venne ceduto all'altra squadra di Torino, la Juventus: in totale, con la maglia granata marcò 201 presenze e 46 reti tra campionato e coppe (solo in campionato, 185 partite e 42 reti).

#### Juventus, Genova e Ambrosiana
Nella sua prima stagione con i bianconeri, Bo marcò sette reti in 18 presenze, esordiendo in campionato il 17 settembre 1939 nella gara Ambrosiana - Juventus 4-0: la squadra giunse terza in campionato e arrivò fino alla semifinale di Coppa Italia, dove fu sconfitta dalla Fiorentina poi campione. Nel 1940-1941 Bo segnò quattro reti in 21 gare, ma la stagione della Juventus non decollò: eliminata agli ottavi di Coppa Italia, la squadra terminò il campionato al quinto posto senza mai essere veramente in corsa per il titolo (alla fine appannaggio del Bologna).
Al termine della stagione, Bo si trasferì al Genova 1893, dove fu però relegato al ruolo di riserva e scese in campo in sole 10 partite, mettendo a segno 2 reti, frutto di una doppietta siglata contro la Fiorentina. Con i liguri il savonese si trattenne solo un anno, prima di accasarsi all'Ambrosiana-Inter dove, anche qui come riserva, segnò tre reti in 12 gare. Anche qui la sua esperienze durò solo un anno: nel 1944 tornò infatti alla Juventus.

#### Ritorno alla Juventus, la Fossanese e il ritiro
Tornato a vestire i colori bianconeri, partecipò al Campionato Alta Italia 1944 (organizzato in un'Italia divisa dalla Linea Gotica), con la squadra allora denominata Juventus-Cisitalia, siglando otto gol in 18 partite: la formazione torinese giunse 2ª nel Girone Eliminatorio Ligure-Piemontese e 2ª nel Girone Ligure-Lombardo-Piemontese delle semifinali. Dopo l'interruzione del campionato nel 1944-1945 a causa della guerra, giocò un'ulteriore stagione nella stagione 1945-1946 dove marcò due reti in sole tre presenze con la maglia della Juventus.
Nel 1946 si trasferì alla Fossanese, squadra piemontese militante in serie C, con la quale concluse la carriera nel 1950 all'età di 37 anni. Al termine della carriera, contò 267 presenze nella massima serie con 68 reti.

### Nazionale
Nonostante le numerose presenze in Serie A, Bo ottenne solo una convocazione in Nazionale B.

## Palmarès

### Club

#### Competizioni nazionali
- Coppa Italia: 1

Torino: 1935-1936